# سابا زريق
سابا زُرَيْق (1306 - 1394 هـ / 1889 - 1974 م) هو مدرس شاعر ، من أهل طرابلس الشام.
هو سابا بن قيصر بن ميخائيل زريق. ولد بمدينة طرابلس الشام وفيها توفي.

## سيرته
سابا بن قيصر بن ميخائيل زريق : شاعر، ومربّ. ولد في طرابلس من أسرة حورانية الأصل، وفيها تلقى علومه الابتدائية والثانوية وعندها نظم الشعر، ودلّت موهبته على شاعر متمكن نَهَج نَهْج الأقدمين. عمل في الصحافة فرأس تحرير مجلّة «الحوادث» مدّة خمسة عشر عاماً ومارس التدريس والإدارة مدّة طويلة من الزمن، وكان نائب بلدية طرابلس ثمانية أعوام. توفي في طرابس.

## آثاره
من آثاره: سيرته الذاتية بعنوان: «الآثار الكاملة لشاعر الفيحاء سابا زريق» مؤلف من ستة مجلدات، «تاريخ حياتي» و ديوان «سابا زريق شاعر الفيحاء» وترجم روايتين «الشبه الهائل» و «عصابة سيمونسن» ، تأليف وليم لي كي.